# San Martino Siccomario
San Martino Siccomario är en ort och kommun i provinsen Pavia i regionen Lombardiet i Italien. Kommunen hade 6 439 invånare (2018).